# Thomas Jendrosch
Thomas Jendrosch (* 1963) ist ein deutscher Professor für Wirtschaftspsychologie. Seine Forschungsschwerpunkte liegen in den Bereichen Kundenorientierung, Konsumentenpsychologie und Verhaltensforschung.

Jendrosch studierte Wirtschaftswissenschaften an der Universität Wuppertal und an der Universität zu Köln, später auch einige Semester Medizin an der Universität Düsseldorf. Seine Promotion erfolgte an der Universität Wuppertal über einen verhaltensbiologischen Ansatz in der Marketingforschung.
Jendrosch war mehrere Jahre in der Industrie und beim Rationalisierungs-Kuratorium der Deutschen Wirtschaft e. V. (RKW) tätig. Anschließend übernahm er eine Professur an der International School of Management (ISM) und danach an der Fachhochschule Westküste (FHW).

## Schriften
- Geliebter Kunde.  Wiley-VCH, Weinheim 2010, ISBN 978-3-527-50554-8.
- Impression Management. Gabler, Wiesbaden 2010, ISBN 978-3-8349-2104-8.
- Kundenzentrierte Unternehmensführung. Vahlen, München 2001, ISBN 3-8006-2682-9.
- Der programmierte Konsument. GIT-Verlag, Darmstadt 1995, ISBN 3-928865-20-X.